# 総社町桜が丘
総社町桜が丘（そうじゃまちさくらがおか）は、群馬県前橋市の地名。郵便番号は371-0858。2013年現在の面積は0.31km2。

## 地理
昭和に入ってから造成され、出来た住宅団地である。前橋市の西部、東に天狗岩用水と利根川があり、JR群馬総社駅の北方に位置している。

### 河川・用水
- 利根川
- 天狗岩用水

## 歴史
1964年から1972年の間に元総社町植野字新井を造成してできた、住宅団地を含む地名である。

### 年表
- 1967年 - 総社町植野字新井のほぼ全域（国鉄上越線より西側の区域を除く）から独立して成立した。

### 地名
古くは「植野林」と呼んでいた。町名に「総社町」を冠する地名であるが、実際に群馬郡総社町の大字だったわけではない。

## 世帯数と人口
2017年（平成29年）8月31日現在の世帯数と人口は以下の通りである。
| 町丁         | 世帯数  | 人口  |
| ------------ | ------- | ----- |
| 総社町桜が丘 | 420世帯 | 989人 |

## 小・中学校の学区
市立小・中学校に通う場合、学区は以下の通りとなる。
| 番地 | 小学校             | 中学校             |
| ---- | ------------------ | ------------------ |
| 全域 | 前橋市立勝山小学校 | 前橋市立第六中学校 |

## 交通

### 鉄道
最寄りの駅はJR群馬総社駅（総社町植野）。

### 道路
国道は通っていらず、県道は群馬県道161号南新井前橋線が通っている。

## 施設
- 一本木稲荷神社